# Голячков, Леонид Дмитриевич
Леони́д Дми́триевич Голячко́в (8 августа 1919; Юрино, Владимирский уезд, Владимирская губерния, РСФСР — 23 февраля 1993; Москва, Россия) — Герой Советского Союза (1946), полковник (1953), военный лётчик 2-го класса (1952).

## Биография
Родился 8 августа 1919 года в деревня Юрино Владимирского уезда Владимирской губернии. В 1933 году окончил 6 классов школы. С 1933 года жил в Москве. В 1935 году окончил ФЗУ. Работал токарем на машиностроительном заводе № 3 имени М. И. Калинина (1935—1936) и на заводе № 2 (1936—1938). В 1938 году окончил Дзержинский аэроклуб г. Москвы.
В армии с декабря 1938 года. В 1940 году окончил Борисоглебскую военную авиационную школу лётчиков. Служил лётчиком в строевых частях ВВС (в Монголии). В июле 1941 году окончил курсы командиров авиаэскадрилий при Конотопском военном авиационном училище. Служил лётчиком в строевых частях ВВС (в Харьковском военном округе).
Участник Великой Отечественной войны: в ноябре 1941 — мае 1945 — лётчик, старший лётчик, заместитель командира и командир авиаэскадрильи, штурман 239-го (с августа 1944 — 181-го гвардейского) истребительного авиационного полка 235-й истребительной авиадивизии 10-го истребительного авиакорпуса. Воевал на Северо-Западном, Волховском, Брянском, Калининском, Сталинградском, Южном, Северо-Кавказском, Воронежском, 1-м и 4-м Украинских фронтах. Участвовал в битве за Ленинград, Воронежско-Ворошиловградской операции, боях на великолукском направлении, Сталинградской битве, Ростовской наступательной операции, освобождении Кубани, Курской битве, Киевской наступательной, Житомирско-Бердичевской, Львовско-Сандомирской, Западно-Карпатской, Моравско-Остравской и Пражской операциях. За время войны совершил 281 боевой вылет на истребителях ЛаГГ-3, Як-1, Ла-5 и Ла-7, в 43 воздушных боях сбил лично 14 и в составе группы 1 самолёт противника.
За мужество и героизм, проявленные в боях, указом Президиума Верховного Совета СССР от 15 мая 1946 года гвардии майору Голячкову Леониду Дмитриевичу присвоено звание Героя Советского Союза с вручением ордена Ленина и медали «Золотая Звезда».
После войны продолжал службу штурманом истребительного авиаполка (в Прикарпатском военном округе). В 1948—1949 — старший лётчик-инспектор Управления ВВС Дальнего Востока. В 1950 году окончил Липецкие высшие офицерские лётно-тактические курсы ВВС. Служил старшим лётчиком-инспектором в Главном управлении боевой подготовки ВВС. С января 1954 года полковник Л. Д. Голячков — в запасе.
Работал инженером на машиностроительном заводе.
Жил в Москве по адресу: Ленинградский проспект, 77. Умер 23 февраля 1993 года. Похоронен на Троекуровском кладбище в Москве.

## Награды и звания
- Герой Советского Союза (15.05.1946);
- орден Ленина (15.05.1946);
- 2 ордена Красного Знамени (25.03.1943; 1.04.1945);
- орден Александра Невского (12.05.1944);
- 2 ордена Отечественной войны 1-й степени (27.08.1943; 11.03.1985);
- орден Красной Звезды (14.08.1942);
- медаль «За боевые заслуги» (20.06.1949);
- другие медали.

## Память
- Именем Л. Д. Голячкова названа улица в родной деревне.
- Мемориальная доска в память о Голячкове установлена Российским военно-историческим обществом на здании Черкутинской школы Собинского района, где он учился.